# PwC Danmark
Pricewaterhousecoopers A/S, oft auch PwC Danmark bzw. PwC Dänemark genannt, ist ein dänisches Unternehmen mit Sitz in Kopenhagen. Kerndienstleistungen des Unternehmens und seiner Tochtergesellschaften sind die Wirtschaftsprüfung und prüfungsnahe Dienstleistungen, die Steuerberatung sowie die klassische Unternehmens- bzw. Managementberatung, Transaktionsberatung und Corporate Finance. Die Gesellschaft gehört zum globalen Netzwerk von PricewaterhouseCoopers International.

## Hintergrund und Geschichte
1947 gründete sich in Kopenhagen das Revisionsbüro KG Jensen, das 1962 unter dem Namen KG Jensen/Coopers & Lybrand Mitglied des globalen Verbundes von Coopers & Lybrand International wurde. Ein Jahr später gründete die britische Wirtschaftsprüfungsgesellschaft Price Waterhouse in der dänischen Hauptstadt eine lokale Niederlassung und arbeitete zunächst schwerpunktmäßig – wie in anderen Ländern – mit den lokalen Tochtergesellschaften ausländischer Konzerne. Im Zuge des 1998 vollzogenen Zusammenschlusses der globalen Netzwerke von Coopers & Lybrand und Price Waterhouse zu PricewaterhouseCoopers schlossen sich auch die beiden dänischen Gesellschaften zusammen. 2002 wurde die Beratungssparte an IBM veräußert, jedoch ab 2004 wieder sukzessive aufgebaut. 2010 übernahm die nun in Folge eines globalen Rebrandings verkürzt mit PwC auftretende Gesellschaft einen Großteil des Geschäfts von E&Y Danmark, der dänischen Netzwerkgesellschaft von E&Y, und im folgenden Jahr schloss sich Grant Thornton Danmark, die dänische Netzwerkgesellschaft von Grant Thornton International, komplett der dänischen PwC-Gesellschaft an. 2019 wurde als Teil des lokalen PwC-Netzwerks die dänische Tochter von Strategy& gegründet, hierzu wurde das Beratungshaus 4Improve übernommen. 
Seit 2021 veröffentlicht PwC Danmark ihre Net-Zero-Ambitionen öffentlich. Im selben Jahr beschäftigte das Unternehmen über 2.500 Mitarbeiter an neun Standorten. Der Hauptsitz des Unternehmens befindet sich im Kopenhagener Stadtteil Hellerup.